# Les Mains du miracle
Les Mains du miracle est un récit de Joseph Kessel paru en 1960 aux éditions Gallimard. Le livre est préfacé par l'historien anglais Hugh Trevor-Roper qui en a validé les éléments historiques.
L'ouvrage a été réédité en mars 2013 dans la collection Folio, après avoir été indisponible pendant plusieurs années.

## Résumé
Il s'agit de la biographie romancée du thérapeute finlandais Felix Kersten, spécialisé dans les massages thérapeutiques, qui a soigné Heinrich Himmler et a obtenu de lui, en échange, la libération de milliers de prisonniers des camps de concentration nazis durant la Seconde Guerre mondiale. Cette influence sur le chef suprême des SS lui vaudra la haine d'autres hauts dignitaires nazis, en particulier Heydrich et Kaltenbrunner.

## Autour de l'œuvre
Dans son œuvre Les Bienveillantes (édité chez Gallimard), Jonathan Litell évoque succinctement (page 868) le rôle de Félix Kersten (et de Schellenberg) auprès de Himmler dans les négociations humanitaires de la fin de la guerre : « Je savais par Thomas, qui s'était tout de suite replongé dans ses intrigues, que Himmler, aiguillé par Schellenberg et son masseur finlandais  Kersten, continuait à faire des gestes — plutôt incohérents à vrai dire — en direction des Anglo-américains […] ».
En 2021, l'historien français François Kersaudy publie un ouvrage approfondi qui corrobore l'essentiel des actes attribués à Kersten et des affirmations de celui-ci.

## Les Personnages
Félix Kersten : thérapeute finlandais